# Liste der Monuments historiques in Argillières
Die Liste der Monuments historiques in Argillières führt die Monuments historiques in der französischen Gemeinde Argillières auf.

## Liste der Objekte
| Bezeichnung                                        | Beschreibung                                                 | Standort                       | Kennzeichnung | Schutzstatus | Datum | Bild |
| -------------------------------------------------- | ------------------------------------------------------------ | ------------------------------ | ------------- | ------------ | ----- | ---- |
| Skulpturengruppe Mantelteilung des heiligen Martin | Holz, farbig gefasst, um 1600                                | in der Kirche St-Martin (Lage) | PM70000047    | Classé       | 1972  |      |
| Gemälde Mantelteilung des heiligen Martin          | Ölfarbe auf Leinwand, Holzrahmen, bezeichnet 1818            | in der Kirche St-Martin (Lage) | PM70001974    | Inscrit      | 1994  |      |
| Gemälde Madonna mit Kind                           | Ölfarbe auf Leinwand, Holzrahmen, bezeichnet 1818            | in der Kirche St-Martin (Lage) | PM70001975    | Inscrit      | 1994  |      |
| Gemälde Petrus empfängt des Schlüssel von Christus | Ölfarbe auf Leinwand, Holzrahmen, Mitte des 19. Jahrhunderts | in der Kirche St-Martin (Lage) | PM70001976    | Inscrit      | 1994  |      |
| Kruzifix                                           | Holz, farbig gefasst, um 1800                                | in der Kirche St-Martin (Lage) | PM70001977    | Inscrit      | 1994  |      |
| Skulptur Madonna mit Kind                          | Holz, vergoldet, 18. Jahrhundert                             | in der Kirche St-Martin (Lage) | PM70001990    | Inscrit      | 1985  |      |